# Melodifestivalen 2016
Melodifestivalen 2016 fue la 56.ª edición de la selección de la canción sueca para participar en el Festival de la Canción de Eurovisión 2016. La final se celebró el 12 de marzo de 2016 en el Friends Arena de Estocolmo.
Contó con 4 semifinales, 1 segunda ronda donde los que quedaron entre el tercer y cuarto puesto competieon para clasificarse a la final celebreda en Estocolmo.
La presentadora fue Gina Dirawi, quien contó con la ayuda de un copresentador en cada gala: Petra Mede en la 1ª semifinal, Charlotte Perrelli en la 2ª semifinal, Henrik Schyffert en la 3ª semifinal, Sarah Dawn Finer en la 4ª semifinal, Peter Jöback y Ola Salo en la segunda ronda (Andra Chansen), y William Spetz en la final.

## Estructura
La competición consiste en cuatro semifinales, una ronda de Segunda Oportunidad o Andra Chansen y una final. En total compiten 28 canciones aspirantes divididas entre las cuatro semifinales, 7 por semifinal. En cada una, las canciones clasificadas en primer y segundo lugar pasan directamente a la final. La tercera y la cuarta pasan a la Segunda Oportunidad, y las otras tres son eliminadas de la competición. Más tarde las cuatro canciones mejor clasificadas de la Segunda Oportunidad se unirán a las ocho finalistas anteriores formando un total de 12 canciones para la final, cuya ganadora será la representante de Suecia en el Festival de la Canción de Eurovisión 2016.

## Semifinales
Las semifinales tuvieron lugar en Gotemburgo (Scandinavium, 6 de febrero), Malmö (Malmö Arena, 13 de febrero), Norrköping (Himmelstalundshallen Arena, 20 de febrero) y Gävle (Gavlerinken Arena, 27 de febrero).

### Primera Semifinal: Gotemburgo
| # | Artista            | Canción               | Autores                                                      | Votos   | Votos   | Votos  | Posición | Resultado           |
| # | Artista            | Canción               | Autores                                                      | Ronda 1 | Ronda 2 | Total  | Posición | Resultado           |
| - | ------------------ | --------------------- | ------------------------------------------------------------ | ------- | ------- | ------ | -------- | ------------------- |
| 1 | Samir & Viktor     | "Bada nakna"          | Fredrik Kempe, David Kreuger, Anderz Wrethov                 | 752944  | 77908   | 830852 | 3        | Segunda Oportunidad |
| 2 | Pernilla Andersson | "Mitt guld"           | Pernilla Andersson, Fredrik Rönnqvist                        | 258740  | —       | 258740 | 6        | Eliminado           |
| 3 | Mimi Werner        | "Ain't No Good"       | Mimi Werner, Göran Werner, Marcus Svedin, Jason Saenz        | 617265  | 67180   | 684445 | 5        | Eliminado           |
| 4 | Albin & Mattias    | "Rik"                 | Albin Johnsén, Mattias Andréasson                            | 725693  | 61166   | 786859 | 4        | Segunda Oportunidad |
| - | Anna Book          | "Himmel för två"      | Sven-Inge Sjöberg, Lennart Wastesson y otros                 | —       | —       | —      | —        | Descalificada       |
| 6 | Robin Bengtsson    | "Constellation Prize" | Bobby Ljunggren, Henrik Wikström, Mark Hole, Martin Eriksson | 836672  | 112863  | 949535 | 1        | Final               |
| 7 | Ace Wilder         | "Don't Worry"         | Joy Deb, Linnea Deb, Anton Hård af Segerstad, Ace Wilder     | 772879  | 99797   | 872676 | 2        | Final               |

- Teléfono, SMS y aplicación: 4389687 votos
- Para la asociación: 477689 coronas suecas.
- Espectadores de la gala: 3279000 espectadores

### Segunda Semifinal: Malmö
| # | Artista                 | Canción                 | Autores                                                    | Votos   | Votos   | Votos   | Lugar | Resultado           |
| # | Artista                 | Canción                 | Autores                                                    | Ronda 1 | Ronda 2 | Total   | Lugar | Resultado           |
| - | ----------------------- | ----------------------- | ---------------------------------------------------------- | ------- | ------- | ------- | ----- | ------------------- |
| 1 | David Lindgren          | "We Are Your Tomorrow"  | Anderz Wrethov, Sharon Vaughn, Gustav Efraimsson           | 807 520 | 64 752  | 872,272 | 2     | Final               |
| 2 | Victor & Natten         | "100%"                  | Dag Lundberg, Melker, Jesper Lundh                         | 427 891 | —       | 427,891 | 6     | Eliminado           |
| 3 | Molly Pettersson Hammar | "Hunger"                | Joy Deb, Linnea Deb, Lisa Desmond y otros                  | 657 452 | 46 011  | 703,463 | 4     | Segunda Oportunidad |
| 4 | Isa                     | "I Will Wait"           | Anton Hård af Segerstad, Joy Deb, Linnea Deb, Nikki Flores | 786 203 | 63 939  | 849,596 | 3     | Segunda Oportunidad |
| 5 | Krista Siegfrids        | "Faller"                | Krista Siegfrids, Gabriel Alares y otros                   | 452 301 | 36 341  | 486,642 | 5     | Eliminado           |
| 6 | Patrik, Tommy & Uno     | "Håll mitt hjärta hårt" | Patrik Isaksson, Tommy Nilsson, Uno Svenningsson           | 371 290 | —       | 371,290 | 7     | Eliminado           |
| 7 | Wiktoria                | "Save Me"               | Jens Siverstedt, Jonas Wallin, Lauren Dyson                | 832 355 | 91 648  | 924,003 | 1     | Final               |

### Tercera Semifinal: Norrköping
| # | Artista                       | Canción                  | Autores                                            | Votos   | Votos   | Votos   | Posición | Resultado           |
| # | Artista                       | Canción                  | Autores                                            | Ronda 1 | Ronda 2 | Total   | Posición | Resultado           |
| - | ----------------------------- | ------------------------ | -------------------------------------------------- | ------- | ------- | ------- | -------- | ------------------- |
| 1 | SaRaha                        | "Kizunguzungu"           | Anderz Wrethov, Sara "SaRaha" Larsson, Arash Labaf | 506,273 | 66 361  | 572,634 | 4        | Segunda Oportunidad |
| 2 | Swingfly feat. Helena Gutarra | "You Carved Your Name"   | Joakim Åhlund, Andreas Kleerup                     | 411 040 | —       | 411,040 | 6        | Eliminado           |
| 3 | Smilo                         | "Weight of the World"    | Arvid Ångström, Dennis Babic y otros               | 524 216 | 37 007  | 561,223 | 5        | Eliminado           |
| 4 | After Dark                    | "Kom ut som en stjärna"  | Sven-Inge Sjöberg, Lennart Wastesson y otros       | 355 959 | —       | 355,959 | 7        | Eliminado           |
| 5 | Lisa Ajax                     | "My Heart Wants Me Dead" | Linnea Deb, Joy Deb y otros                        | 880 118 | 68 760  | 948,878 | 1        | Final               |
| 6 | Boris René                    | "Put Your Love On Me"    | Boris René, Tobias Lundgren, Tim Larsson           | 598 521 | 57 891  | 656,412 | 3        | Segunda Oportunidad |
| 7 | Oscar Zia                     | "Human"                  | Oscar Zia, Victor Thell, Maria Smith               | 791 989 | 78 463  | 870,452 | 2        | Final               |

### Cuarta Semifinal: Gävle
| N.º | Artista          | Canción               | Autores                                            | Votos   | Votos   | Votos     | Lugar | Resultado           |
| N.º | Artista          | Canción               | Autores                                            | Ronda 1 | Ronda 2 | Total     | Lugar | Resultado           |
| --- | ---------------- | --------------------- | -------------------------------------------------- | ------- | ------- | --------- | ----- | ------------------- |
| 1   | Eclipse          | "Runaways"            | Erik Mårtensson                                    | 462,162 | 54,294  | 516 456   | 5     | Eliminado           |
| 2   | Dolly Style      | "Rollercoaster"       | Thomas G:son, Peter Boström, Alexandra Salomonsson | 563,559 | 33,537  | 597 096   | 4     | Segunda Oportunidad |
| 3   | Martin Stenmarck | "Du tar mig tillbaks" | David Stenmarck                                    | 345,313 | —       | 345 313   | 6     | Eliminado           |
| 4   | Linda Bengtzing  | "Killer Girl"         | Mathias Kallenberger, Andréas Berlin y otros       | 330,615 | —       | 330 615   | 7     | Eliminado           |
| 5   | Frans            | "If I Were Sorry"     | Oscar Fogelström, Michael Saxell y otros           | 870,725 | 147,443 | 1 018 168 | 1     | Final               |
| 6   | Panetoz          | "Håll om mig hårt"    | Jimmy Jansson, Karl-Ola Kjellholm y otros          | 766,466 | 67,694  | 834 160   | 3     | Segunda Oportunidad |
| 7   | Molly Sandén     | "Youniverse"          | Molly Sandén, Danny Saucedo, John Alexis           | 852,284 | 85,091  | 937 375   | 2     | Final               |

## Andra Chansen (Segunda Oportunidad): Halmstad
La Ronda de Segunda Oportunidad tendrá lugar el 5 de marzo de 2016 en el Halmstad Arena, en la ciudad de Halmstad. Cuatro de las ocho canciones de esta fase pasarán a la Gran Final, por lo que habrá cuatro duelos. Los productores determinaron la designación de los duelos en razón a dos reglas: no podrán medirse en duelo dos canciones procedentes de una misma semifinal y las canciones que quedaron en tercer lugar en su respectiva semifinal se medirían solamente con las que quedaron cuartas. De esta forma, los duelos quedaron definidos de la siguiente forma:
|  | DUELOS                           | DUELOS                           |           |  | CLASIFICADOS               | CLASIFICADOS |  |
|  |                                  |                                  |           |  |                            |              |  |
|  |                                  |                                  |           |  |                            |              |  |
|  | Panetoz "Håll om mig hårt"       | 965 823 Votos                    |           |  |                            |              |  |
|  | Molly Pettersson "Hunger"        | 503 953 Eliminado                |           |  |                            |              |  |
|  |                                  |                                  |           |  |                            |              |  |
|  |                                  |                                  |           |  |                            |              |  |
|  |                                  |                                  |           |  | Panetoz "Håll om mig hårt" | Finalista    |  |
|  |                                  | Boris René "Put Your Love on Me" | Finalista |  |                            |              |  |
|  |                                  |                                  |           |  |                            |              |  |
|  |                                  |                                  |           |  |                            |              |  |
|  |                                  |                                  |           |  |                            |              |  |
|  |                                  |                                  |           |  |                            |              |  |
|  | Albin & Mattias "Rik"            | 735 852 Eliminado                |           |  |                            |              |  |
|  | Boris René "Put Your Love on Me" | 836 686 Votos                    |           |  |                            |              |  |
|  |                                  |                                  |           |  |                            |              |  |
|  |                                  |                                  |           |  |                            |              |  |
|  | Isa "I Will Wait"                | 763 862 Eliminado                |           |  |                            |              |  |
|  | SaRaha "Kizunguzungu"            | 775 093 Votos                    |           |  |                            |              |  |
|  |                                  |                                  |           |  |                            |              |  |
|  |                                  |                                  |           |  |                            |              |  |
|  |                                  |                                  |           |  | SaRaha "Kizunguzungu"      | Finalista    |  |
|  |                                  | Samir & Viktor "Bada Nakna"      | Finalista |  |                            |              |  |
|  |                                  |                                  |           |  |                            |              |  |
|  |                                  |                                  |           |  |                            |              |  |
|  |                                  |                                  |           |  |                            |              |  |
|  |                                  |                                  |           |  |                            |              |  |
|  | Dolly Style "Rollercoaster"      | 571 216 Eliminado                |           |  |                            |              |  |
|  | Samir & Viktor "Bada nakna"      | 907 432 Votos                    |           |  |                            |              |  |

## Final: Estocolmo
La Gran Final tuvo lugar el 12 de marzo en el Friends Arena de Solna, Estocolmo. Ocho de los 10 finalistas procedían de las cuatro semifinales celebradas en las distintas ciudades de Suecia, mientras que los otros cuatro fueron los ganadores de los duelos del Andra Chansen.
El ganador fue elegido por una combinación de votos del público y 11 grupos de jurados internacionales. Los votos del público llegaron a través de llamadas telefónicas y mensajes SMS. Tanto el público como el jurado tenían adjudicado un total de 473 puntos cada uno. Cada grupo de jurado otorgaba sus puntos de la manera habitual del Melodifestivalen: 1, 2, 4, 6, 8, 10 y 12 puntos a sus siete canciones favoritas. Los once jurados internacionales se dieron a conocer la primera semana de marzo de 2016. 
Por otra parte, la votación del público se basó en el porcentaje de votos que obtenga cada canción, asignándose el mismo porcentaje de los 473 puntos del televoto. Por ejemplo, si porcentualmente una propuesta hubiera obtenido un 10% del televoto, se le hubieran asignado los puntos calculados del 10% de 473 redondeados a un número entero, es decir, 47 puntos. En caso de empate, el voto del público prevalecería sobre el del jurado.
| N.º | Artista         | Canción                                                | Autores                                                                                       | Lugar | Puntos |
| --- | --------------- | ------------------------------------------------------ | --------------------------------------------------------------------------------------------- | ----- | ------ |
| 01  | Panetoz         | "Håll om mig hårt" (Abrázame fuerte)                   | Jimmy Jansson, Karl-Ola Kjellholm, Jakke Erixson, Pa Modou Badjie, Njol Badjie, Nebeyu Baheru | 8     | 53     |
| 02  | Lisa Ajax       | "My Heart Wants Me Dead" (Mi corazón me quiere muerta) | Linnea Deb, Joy Deb, Anton Hård af Segerstad, Nikki Flores, Sara Forsberg                     | 7     | 56     |
| 03  | David Lindgren  | "We Are Your Tomorrow" (Somos tu mañana)               | Anderz Wrethov, Sharon Vaughn, Gustav Efraimsson                                              | 11    | 39     |
| 04  | SaRaha          | "Kizunguzungu" (Mareo)                                 | Anderz Wrethov, Sara "SaRaha" Larsson, Arash Labaf                                            | 9     | 47     |
| 05  | Oscar Zia       | "Human" (Humano)                                       | Oscar Zia, Victor Thell, Maria Smith                                                          | 2     | 132    |
| 06  | Ace Wilder      | "Don't Worry" (No te preocupes)                        | Joy Deb, Linnea Deb, Anton Hård af Segerstad, Ace Wilder                                      | 3     | 118    |
| 07  | Robin Bengtsson | "Constellation Prize" (Premio de constelación)         | Bobby Ljunggren, Henrik Wikström, Mark Hole, Martin Eriksson                                  | 5     | 83     |
| 08  | Molly Sandén    | "Youniverse" (Tuniverso)                               | Molly Sandén, Danny Saucedo, John Alexis                                                      | 6     | 76     |
| 09  | Boris René      | "Put Your Love On Me" (Pon tu amor en mí)              | Boris René, Tobias Lundgren, Tim Larsson                                                      | 10    | 41     |
| 10  | Frans           | "If I Were Sorry" (Si yo lo lamentase)                 | Oscar Fogelström, Michael Saxell, Fredrik Andersson, Frans Jeppsson Wall                      | 1     | 156    |
| 11  | Wiktoria        | "Save Me" (Sálvame)                                    | Jens Siverstedt, Jonas Wallin, Lauren Dyson                                                   | 4     | 114    |
| 12  | Samir & Viktor  | "Bada Nakna" (Bañarse desnudo)                         | Fredrik Kempe, David Kreuger, Anderz Wrethov                                                  | 12    | 31     |

### Resultados
| Nº | Intérprete / Canción                  | Bandera de Bosnia y Herzegovina | Bandera de Chipre | Bandera de Bielorrusia | Bandera de los Países Bajos | Bandera de Estonia | Bandera de Israel | Bandera de Italia | Bandera de Eslovenia | Bandera de Francia | Bandera de Noruega | Bandera de Australia | Jurado | Televoto/SMS | Televoto/SMS | Televoto/SMS | Total | Posición |
| Nº | Intérprete / Canción                  | Bandera de Bosnia y Herzegovina | Bandera de Chipre | Bandera de Bielorrusia | Bandera de los Países Bajos | Bandera de Estonia | Bandera de Israel | Bandera de Italia | Bandera de Eslovenia | Bandera de Francia | Bandera de Noruega | Bandera de Australia | Jurado | Votos        | %            | Puntos       | Total | Posición |
| -- | ------------------------------------- | ------------------------------- | ----------------- | ---------------------- | --------------------------- | ------------------ | ----------------- | ----------------- | -------------------- | ------------------ | ------------------ | -------------------- | ------ | ------------ | ------------ | ------------ | ----- | -------- |
| 1  | Panetoz "Håll om mig hårt"            | 0                               | 6                 | 0                      | 0                           | 0                  | 0                 | 0                 | 2                    | 4                  | 2                  | 0                    | 14     | 1,033,326    | 8.2%         | 39           | 53    | 8        |
| 2  | Lisa Ajax "My Heart Wants Me Dead"    | 0                               | 0                 | 6                      | 0                           | 2                  | 0                 | 6                 | 1                    | 6                  | 0                  | 2                    | 23     | 876,209      | 7.0%         | 33           | 56    | 7        |
| 3  | David Lindgren "We Are Your Tomorrow" | 1                               | 0                 | 4                      | 0                           | 0                  | 2                 | 0                 | 4                    | 0                  | 0                  | 0                    | 11     | 739,125      | 5.9%         | 28           | 39    | 11       |
| 4  | SaRaha "Kizunguzungu"                 | 0                               | 0                 | 0                      | 0                           | 4                  | 6                 | 0                 | 0                    | 0                  | 0                  | 1                    | 11     | 971,097      | 7.6%         | 36           | 47    | 9        |
| 5  | Oscar Zia "Human"                     | 10                              | 10                | 12                     | 1                           | 6                  | 10                | 8                 | 10                   | 2                  | 10                 | 10                   | 89     | 1,150,943    | 9.1%         | 43           | 132   | 2        |
| 6  | Ace Wilder "Don't Worry"              | 8                               | 2                 | 8                      | 12                          | 8                  | 4                 | 12                | 12                   | 1                  | 4                  | 12                   | 83     | 933,756      | 7.4%         | 35           | 118   | 3        |
| 7  | Robin Bengtsson "Constellation Prize" | 4                               | 8                 | 0                      | 8                           | 1                  | 0                 | 4                 | 0                    | 10                 | 1                  | 4                    | 40     | 1,142,783    | 9.1%         | 43           | 83    | 5        |
| 8  | Molly Sandén "Youniverse"             | 6                               | 4                 | 2                      | 2                           | 10                 | 0                 | 1                 | 0                    | 0                  | 8                  | 6                    | 39     | 988,640      | 7.8%         | 37           | 76    | 6        |
| 9  | Boris René "Put your love on me"      | 0                               | 0                 | 1                      | 4                           | 0                  | 1                 | 0                 | 0                    | 0                  | 0                  | 0                    | 6      | 931,166      | 7.4%         | 35           | 41    | 10       |
| 10 | Frans "If I Were Sorry"               | 12                              | 12                | 0                      | 10                          | 12                 | 8                 | 10                | 6                    | 12                 | 6                  | 0                    | 88     | 1,815,697    | 14.4%        | 68           | 156   | 1        |
| 11 | Wiktoria "Save Me"                    | 2                               | 1                 | 10                     | 6                           | 0                  | 12                | 2                 | 8                    | 8                  | 12                 | 8                    | 69     | 1,206,130    | 9.5%         | 45           | 114   | 4        |
| 12 | Samir & Viktor "Bada Nakna"           | 0                               | 0                 | 0                      | 0                           | 0                  | 0                 | 0                 | 0                    | 0                  | 0                  | 0                    | 0      | 845,605      | 6.6%         | 31           | 31    | 12       |

## Audiencia
| Gala          | Fecha                 | Espectadores |
| ------------- | --------------------- | ------------ |
| Semifinal 1   | 6 de febrero de 2016  | 3,279,000    |
| Semifinal 2   | 13 de febrero de 2016 | 3,167,000    |
| Semifinal 3   | 20 de febrero de 2016 | 3,241,000    |
| Semifinal 4   | 27 de febrero de 2016 | 3,079,000    |
| Andra Chansen | 5 de marzo de 2016    | 2,921,000    |
| Final         | 12 de marzo de 2016   | 3,464,000    |

| Predecesor: 2015 | Melodifestivalen 2016 | Sucesor: 2017 |